# Dorothea Röschmann
Dorothea Röschmann, née le 17 juin 1967 à Flensbourg en Allemagne, est une soprano.

## Carrière
Alors qu'elle était au Staatsoper Unter den Linden, Dorothea Röschmann interpréta de nombreux rôles : Micaela dans Carmen, Susanna dans Les Noces de Figaro, Zerlina ainsi qu'Elvira dans Don Giovanni, Pamina dans La Flûte enchantée, Fiordiligi dans Così fan tutte, Ännchen dans Der Freischütz, etc.
Plus récemment elle a interprété le rôle de la Comtesse dans Le nozze di Figaro, en 2004, au Festival de Ravenne, ainsi qu'en 2006 au Royal Opera House, puis à Salzbourg, sous la direction de Harnoncourt.

## Discographie sélective
- Les Noces de Figaro (rôle de la comtesse), au Royal Opera House en 2006, mise en scène de David McVicar, avec Gerald Finley (le Comte), Erwin Schrott (Figaro), Miah Persson (Suzanne), sous la direction d'Antonio Pappano. DVD et Blu-ray BBC / Opus Arte.
- La Flûte enchantée (rôle de Pamina), au Royal Opera House en 2003, mise en scène de David McVicar, avec Simon Keenlyside (Papageno), Will Hartmann (Tamino), Diana Damrau (la Reine de la nuit), Franz-Josef Selig (Sarastro), sous la direction de Sir Colin Davis. DVD et Blu-ray BBC / Opus Arte.
- Schumann, Intégrale des mélodies, vol. 7 : Duos opus 25, 34, 78 - Dorothea Röschmann avec Ian Bostridge, ténor ; Graham Johnson, piano (8-12 novembre 2001, Hyperion CDJ33107) — prix ECHO Klassik 2003.
- Portraits : Lieder de Schubert (sur des poèmes de Goethe), Schumann (opus 135), Strauss et Wolf (sur des poèmes de Goethe) - Malcolm Martineau, piano (12-13/15 juin 2013, Sony).
- Schumann, Liederkreis, op. 39 ; Frauenliebe und -leben, op. 42 ; Berg, Sept Lieder de jeunesse - Mitsuko Uchida, piano (concert, 2 et 5 mai 2015, Decca)